# Raidho

Raidho

Raidho (ᚱ) ist die fünfte Rune des älteren Futhark und des altnordischen Runenalphabets mit dem Lautwert r.
Der rekonstruierte urgermanische Name bedeutet „Ritt“ oder „reiten“. Er erscheint in den Runengedichten als altnordisch ræið, altenglisch rād bzw. gotisch reda.

## Zeichenkodierung
| Standard  | Standard    | Raidho (ᚱ)                    |
| --------- | ----------- | ----------------------------- |
| Unicode   | Codepoint   | U+16B1                        |
| Unicode   | Name        | RUNIC LETTER RAIDO RAD REID R |
| UTF-8     | UTF-8       | E1 9A B1                      |
| XML/XHTML | dezimal     | &#5809;                       |
| XML/XHTML | hexadezimal | &#x16B1;                      |